# Seznam postav Antiků ve Hvězdné bráně
Ve fiktivním světě Stargate jsou Antikové, známí také jako Alterané nebo Lanteané, nejvyspělejší rasa, která se vyvinula před miliony let, a která vytvořila systém hvězdných bran. Většina Antiků se povzneslo na vyšší úroveň bytí, když se galaxií šířila nákaza, které nebyli schopni odolat. Kdysi žili na Zemi, kde se pravděpodobně i vyvinuli. Před pěti až deseti miliony let však Zemi opustili a s Atlantis odletěli do galaxie Pegasa, kde podobně jako v galaxii Mléčné dráhy stvořili život. 
Toto je seznam Antiků, kteří se objevili v televizních seriálech Hvězdná brána a Stargate Atlantis.

## Moros/Myrddin/Merlin
Merlin známý jako Moros či Myrddin byl jedním z Antiků žijících během války mezi Antiky a Wraithy na Atlantis a také členem rady Antiků na Atlantis. Nedovolil doktorce Weirové vrátit se do jejího času ze strachu, že by tím změnil kauzalitu. Poté nařídil evakuaci Antiků z Atlantis Hvězdnou branou zpět na Zemi. 
Zpět na Zemi se odloučil v meditaci a nakonec se povznesl. Po povznesení však dospěl k přesvědčení, že se Oriové stali příliš velkou hrozbou, kterou nelze ignorovat. Vzhledem k tomu, že Antikové neučinili žádná opatření ke své vlastní obraně, se Merlin rozhodl vrátit na nižší úroveň a vrátil se do lidské formy, přičemž si ponechal znalosti a některé schopnosti, které měl jako povznesený, aby vyvinul zbraň schopnou neutralizovat povznesené bytosti. Ostatní se však obávali jeho úmyslů a poslali Ganos Lal, aby ho pozorovala a případně zastavila.
Merlin svěřil své tajemství králi Artušovi a jeho rytířům kulatého stolu, a tak dal podklad k Artušovským legendám. Morgana Le Fay (Ganos Lal) nakonec Merlina unesla a uvěznila ho ve stázi na jiné planetě. O tisíc let později zde Merlina našel tým SG-1. Daniel Jackson mu vysvětlil situaci a přesvědčil Merlina, aby se k týmu přidal a vyrobil sangraal. Merlin ale v důsledku stáze příliš zeslábl, a tak své znalosti a vědomí přenesl pomocí archivu Antiků do mysli Daniela Jacksona. Daniel a Merlin začali pracovat na zbrani, ale Adria tým dohnala. Daniel s Merlinovou pomocí zničil bouří a blesky Orijské vojáky, ale nemohl porazit Adriu, která byla příliš silná. 
Merlin a Daniel poté přišli s plánem podvést Adriu a zničit Orie. Adria udělala z Daniela převora a ten pak dokončil sangraal. S pomocí SG-1 byl schopen Adriu přemoci a Merlinovu zbraň poslat superbránou do Orijské galaxie.

## Morgana le Fay
Morgan le Fay, či Ganos Lal je povzneseným příslušníkem rasy Antiků a původním obyvatelem antického města Atlantis. Tato postava byla inspirována legendární Morganou le Fay z legendy o Artušovi, ztvárnila ji herečka Sarah Strange. 
Holografický učební program založený na jejím obrazu učil mladé lanteanské děti o antických technologiích, historii a vědě. Když bylo jasné, že Antikové byli poraženi Wraithy, uprchla s několika dalšími přeživšími Antiky zpět na Zemi, kde zůstala až do svého povznesení. Když její společník, povznesený Antik Myrddin (Merlin), sestoupil, aby vyrobil zbraň, která dokáže zničit Orie a která by mohla být použita proti samotným Antikům. Morgan le Fay byla určená, aby Merlina sledovala a, bude-li to nezbytné, zabránila mu v jejím dokončení. 
Jako Myrddin, i ona však nakonec začala věřit, že Oriové by se mohli stát hrozbou Antiků. Morgan nakonec našla sangraal, který Myrrdin ukryl v jiné dimenzi. Ukryla jej na planetě, kde to bylo bezpečné jak před Ori, tak i před Antiky. Byla přinucena zničit originál, dala Merlina do stáze, aby mohl čekat a Sangraal později znovu postavit.
Když SG-1 přijde k Atlantis pátrat po Myrddinově zbrani, v epizodě Project Pegasus, Morgan le Fay se rozhodla tajně pomoci Danielu Jacksonovi, vystupujíce jako hologram. Daniel Jackson a Vala ji poznal a požádal o další informace, ale Morgan le Fay váhá. V okamžiku, kdy se pokusí více informací o Myrddinově zbrani poskytnout, ostatní Antikové jí zastaví uprostřed věty: Merlinova zbraň není...
Morgana je ostatními Antiky vypuzena, ale ve filmu Hvězdná brána: Archa pravdy SG-1 pomáhá v galaxii Oriů. Vyléčila Teal'ca, když zraněný umíral. Daniel mučen převorem, zjevila se v podobě Merlina, ale Daniel její převlek odhalí: Morgana prý udělala vše, aby jim pomohla, ale už prý více dělat nemůže. A to i když zde má pravděpodobně větší svobodu jednání, když Antikové v Orijské galaxii nejsou. Morgana prozradila Danielovi, jak použít archu pravdy, aby zastavil vojska Oriů jednou provždy, a dává Vale kód k aktivovaci archy, aby zaměstnala Adriu v bitvě.

## Oma Desala
Oma Desala věří, že je její zodpovědností pomáhat na „Velké cestě“ vedoucí k osvícení nižším bytostem. Hovoří v kóanech – hádankách, které však obsahují skutečnou moudrost. Sama se stala učitelkou a ochráncem Šifu, syna Apofise a Ša'rii. S její pomocí Šifu pochopil, že vědomosti jsou příliš velkým zlem a jediným způsobem, jak zabránit zlu je nepodstoupit boj. Pomohla také Danielovi se povznést. Předobrazem pro postavu Oma Desala je Kuan-jin. Zničila Anubise.

## Ayiana
Ayiana je posledním nepovzneseným Antikem, který zůstal na Zemi, když Antikové před 5 miliony let odešli i se svým městem do vzdálené galaxie. Ayiana byla nalezena zamrzlá v ledu poblíž druhé hvězdné brány, kterou SGC našla v Antarktidě, kde byla dříve umístěna Atlantis. Byla pojmenována dr. Francine Michaelsovou, jedním z vědců, kteří v Antarktidě byli ve výzkumné základně a našli ji. Ayianino jméno je původem od kmene Cherokee a znamená "věčný květ". SG-1 a vědci byli šokováni, když po jejím rozmrazení Ayiana stále žila a byla jen v určité hybernaci způsobené velice nízkou teplotou. Nakonec ale zemřela.

## Orlin
Orlin, který byl z nejužšího kruhu Antiků vypovězen, protože ve snaze zachránit jednu civilizaci před Goa'uldy nepřímo zavinil její zánik. Jednou se vrátil do lidské formy, protože chtěl poznat lásku a tak se usadil u Cartrové. Nakonec mu Antikové dali druhou šanci a on se znovu povznesl. Později pomohl vytvořit protilátku na převorský mor, ale protože měl i v dětském mozku příliš informací, skončil s poškozeným mozkem v ústavu.